# 圖拉季
49°22′39″N 24°5′15″E / 49.37750°N 24.08750°E
圖拉季（烏克蘭語：Туради），是烏克蘭西部的村莊，隸屬利維夫州的斯特雷區。該村面積1.02平方公里，海拔高度253米，2001年人口563，人口密度每平方公里551.96人。